# Ursus arctos horribilis

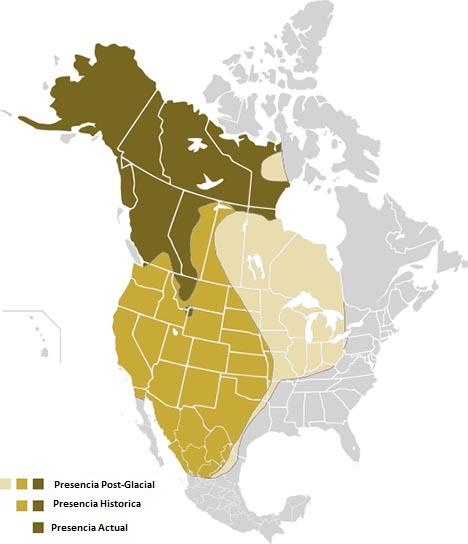
Disminución geográfica del oso grizzly a través del tiempo.

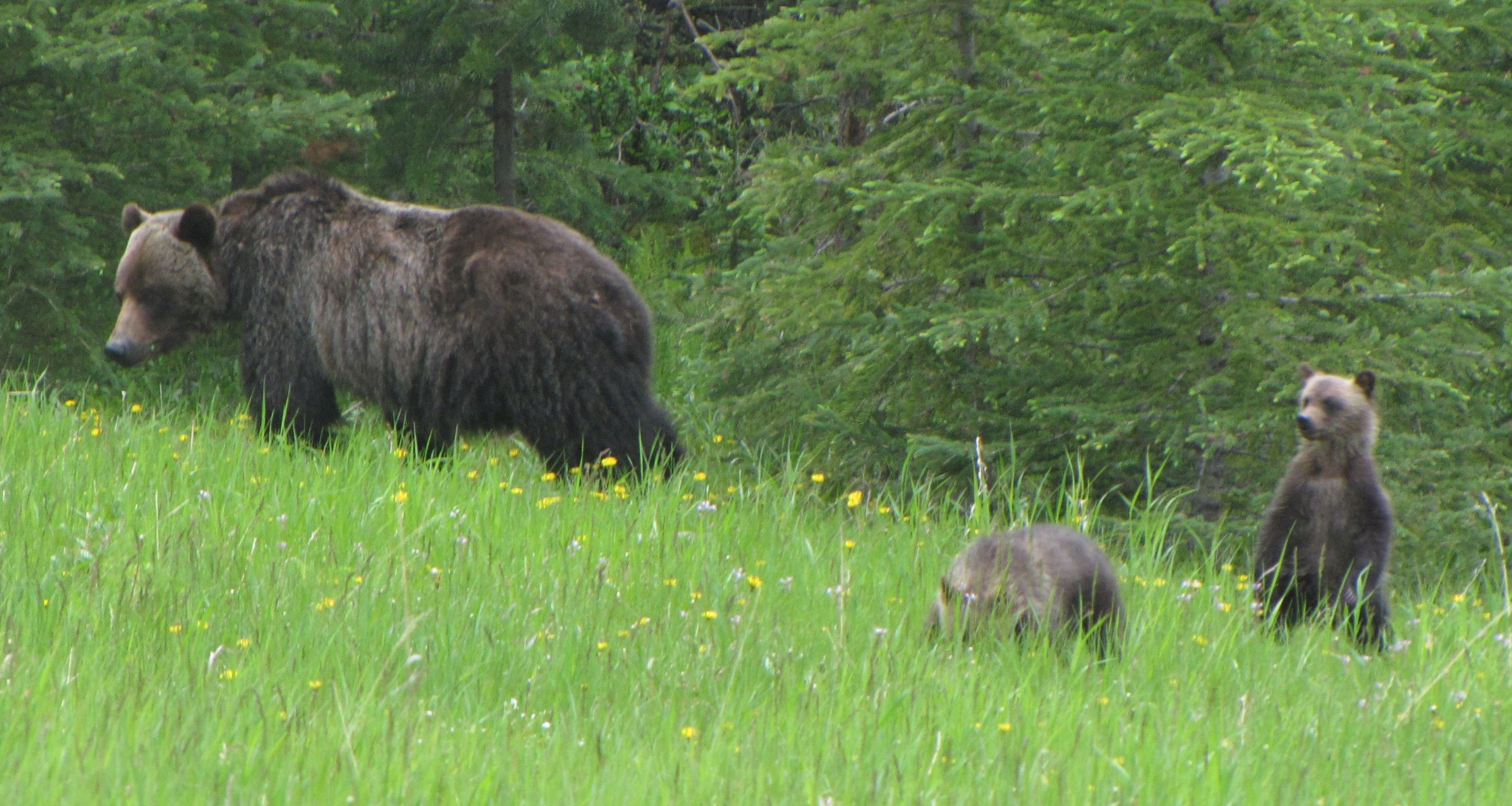
Hembra con sus oseznos.

El oso grizzly u oso gris (Ursus arctos horribilis) es una de las subespecies del oso pardo (Ursus arctos) más grandes del planeta, que suele vivir en las tierras altas del territorio norteamericano. Es un animal solitario, excepto durante la temporada del desove del salmón, cuando se junta un enorme número de osos en arroyos y zonas costeras para alimentarse.

## Descripción
El oso grizzly es el tercer omnívoro más grande de Norteamérica, después del oso polar y del oso kodiak. Puede alcanzar pesos de hasta 550 kg, aunque ciertos especímenes de la península de Alaska han llegado a pesar los 680 kg. Miden 1 metro a los hombros al estar postrados sobre sus 4 patas, mientras que al posarse sobre sus patas traseras, alcanzan los 2,4 metros. Como todos los osos pardos, se distingue del oso negro por una gran giba en su espalda. La giba se encuentra formada por masa muscular que potencia las patas delanteras del animal y lo ayuda a excavar guaridas rápidamente. Sin embargo, las patas traseras siguen siendo más potentes que las delanteras.
Los músculos de las patas traseras son lo suficientemente fuertes como para que el oso pueda apoyarse únicamente sobre ellas, y hasta le permiten caminar cortas distancias en forma bípeda. Puede alcanzar los 55 kilómetros por hora al correr.
La principal diferencia entre esta y otras subespecies de oso pardo son las garras, que en el oso grizzly son proporcionalmente más grandes que las de otras especies, y una porción de pelo con puntas plateadas en la espalda, característica que le da nombre al animal (grizzly ‘entrecano’).
Los expedicionarios Lewis y Clark describieron a este nuevo oso como grisley, que podría interpretarse como "grizzly" (grisáceo, es decir, con puntas de pelo doradas y grises) o "grisly" (espeluznante, "inspirador de miedo", ahora generalmente "horrible"). Cuando el naturalista estadounidense George Ord nombró formalmente al animal en 1815 después de leer las notas de Lewis y Clark, no tomó en cuenta el contexto, en las que se puede ver que ellos usaron la primera palabra con el primer sentido. Ord claramente se inclinó por la creencia que la segunda palabra había sido usada tanto con razón como con intención, por lo que lo clasificó como Ursus horribilis, no por su pelo, sino por su carácter.

## Distribución
Los grizzlies viven en el noroeste de Estados Unidos, Canadá y península de Kamchatka (Siberia). La mayor población habita en Alaska. En el pasado, la extensión de su territorio llegaba hasta México, donde se encontraron individuos en Durango, lugar más meridional.

## Alimentación

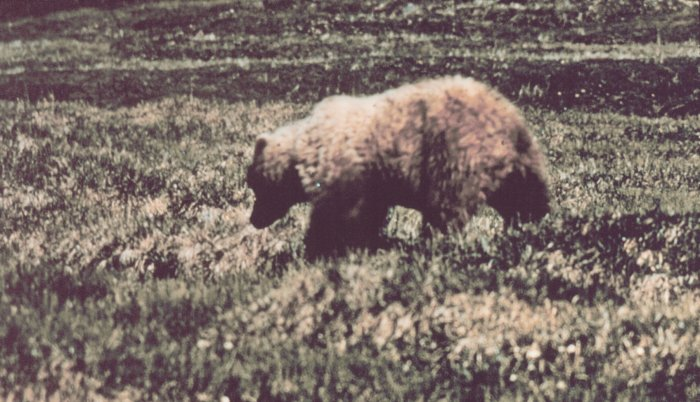
Oso gris a la búsqueda de comida en la tundra norteamericana el 15 de agosto de 1959.

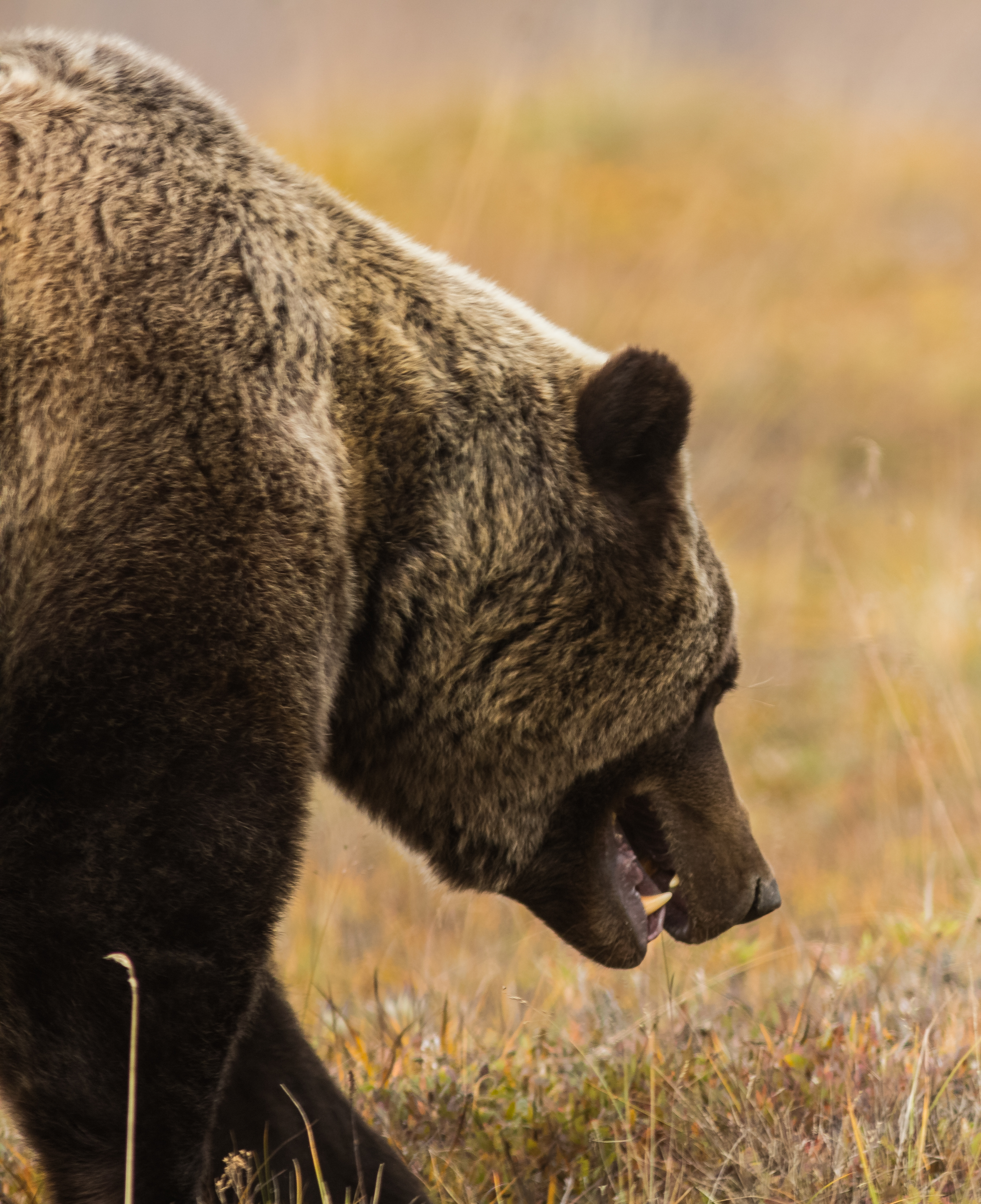
Detalle de un oso gris en el parque nacional y reserva Denali, Alaska.

Los osos grizzlies presentan el sistema digestivo de un mamífero carnívoro. Sin embargo, son en realidad omnívoros, pues suelen alimentarse de frutos silvestres, pastos, corteza de árbol, nueces, piñas de coníferas, raíces, miel,tubérculos y demás vegetales, así como de insectos y gusanos. Los vegetales forman el 90 % de la dieta de un oso grizzly.
Cazan presas grandes, como caribú, reno, uapití, venado e incluso osos negros, pero en ocasiones llegan a cazar crías de bisonte También se alimentan de trucha, salmón y róbalo. Aquellos grizzlies con acceso a una dieta más rica en proteínas, como los de las zonas costeras, son más grandes que los de tierra adentro.
Antes de entrar en hibernación, el grizzly pasa por un periodo de hiperfagia durante el cual puede aumentar unos 180 kg. Antes de entrar a la guarida, espera a que haya una tormenta de nieve grande. Esto evita que otros depredadores encuentren la guarida.

## Ataques a humanos
El oso gris es considerado por muchos como el oso más agresivo y feroz, incluso entre el resto de los osos pardos. Esto deriva de diversos factores, entre ellos:
- Su tamaño y su peso les impiden escalar árboles para escapar del peligro.
- Dado que su tasa reproductiva es muy baja, las hembras protegen mucho a las crías. Las hembras con crías son responsables del 70% de los ataques mortales a humanos por osos.
- Históricamente, el oso ha competido por alimento con otros grandes depredadores como el oso cavernario.

Evitan el contacto con humanos siempre que pueden, pues, pese a las obvias ventajas físicas, no los ven como presas. Muchos ataques a humanos resultan de un encuentro cercano accidental en el que una persona sorprende a corta distancia a un oso que no había visto. En estos casos, el animal tanto puede lastimar a la persona como no hacerle ningún daño.
Sin embargo, el 5 de octubre de 2003 se produjo una tragedia cuando un oso atacó al ecologista Timothy Treadwell y a su pareja Amie Huguenard. En el documental Grizzly Man, el director alemán Werner Herzog trazó una semblanza de la relación de Treadwell con los osos, basándose en el extenso material audiovisual que fue autorizado a consultar.
En 2011 se produjo en Yellowstone la muerte de un excursionista que pudo toparse con una osa y sus crías, lo que parece ser el origen del ataque mortal, algo que no acontecía desde 1986.
La interacción entre osos y humanos ha llevado a la creación de los llamados «osos problema», osos que se han acostumbrado a la presencia humana. A pesar del uso de condicionamiento aversivo, como el uso de balas de hule, químicos malolientes o dispositivos sónicos para que el oso asocie estos malestares con la presencia humana, si un oso ya ha sido condicionado positivamente para asociar a los seres humanos con el alimento, cualquier intento de alejar o disuadir al oso de que se acerque a ellos será infructuoso.